# Marcelin i Piotr
Marcelin i Piotr (zm. ok. 303/304 w Rzymie) – rzymscy męczennicy wczesnochrześcijańscy, święci Kościoła katolickiego, wymieniani w modlitwie eucharystycznej (łac. Communicantes) kanonu rzymskiego.
Ponieśli śmierć przez ścięcie w okresie panowania cesarza Dioklecjana (284–305). Według tradycji ich ciała zostały wrzucone do grobu, który sami musieli wykopać. Z niego wydobyła je święta Lucylla i ponownie pochowała z należytą czcią.

## Kult świętych
Już cesarz Konstantyn I Wielki (pan. 306–337) wystawił bazylikę na ich grobie przy Via Labicana, natomiast papież Wigiliusz (537–555) imiona obu męczenników umieścił w kanonie rzymskim.
W Rzymie znajdują się katakumby nazwane imieniem tych świętych przy Via Latina. W jednej z krypt znajduje się fresk, przedstawiający obu męczenników wraz ze św. Gorgoniuszem i ze św. Tyburcjuszem obok Jezusa Chrystusa, stojącego pośrodku w postaci baranka.
Ich wspomnienie liturgiczne w Kościele katolickim obchodzone jest 2 czerwca.
W ikonografii św. Marceli przedstawiany jest w ornacie, św. Piotr w tunice. Ich atrybutami są: kielich i hostia, księga, krzyż, miecz, palma, zwój.